# ТЕС Барішал (Summit)
22°39′31″ пн. ш. 90°20′10″ сх. д. / 22.65861° пн. ш. 90.33611° сх. д.
ТЕС Барішал (Summit) — теплова електростанція у Бангладеш, яка належить компанії Summit Barisal Power Limited.
У 21 столітті на тлі стрімкого зростання попиту в Бангладеш почався розвиток генеруючих потужностей на основі двигунів внутрішнього згоряння, які могли бути швидко змонтовані. Зокрема, в 2016-му в Барішалі (південна частина дельти Гангу) почала роботу електростанція потужністю 110 МВт, яка має 7 генераторних установок Wartsila W18V46. У 2018/2019 році фактична чиста паливна ефективність ТЕС становила 42,5 %.
Як паливо станція використовує нафтопродукти, доставка яких можлива водним транспортом через власний причал на річці Кіртанхола. Для зберігання палива наявні два резервуари загальним об'ємом 7 тисяч м3.
Видача продукції відбувається по ЛЕП, розрахованій на роботу під напругою 132 кВ.
Можливо відзначити, що у Барішалі також діє менш потужна ТЕС державної компанії BPDB з показником у 40 МВт і споруджується вугільна ТЕС Барішал від китайської PowerChina.